# Ashia Hansen
Ashia Hansen, geboren als Ashia Nana Koramdina (* 5. Dezember 1971 in Evansville, Indiana, USA) ist eine ehemalige britische Leichtathletin. Bei einer Körpergröße von 1,70 m betrug ihr Wettkampfgewicht 63 kg.

## Leben
Hansen wurde drei Monate nach ihrer Geburt von einer Britin und deren ghanaischen Ehemann adoptiert. Sie wuchs in den ersten sechs Jahren ihres Lebens in Ghana auf, bevor sich ihre Eltern in London niederließen. Seit 1994 gehört sie zur britischen Leichtathletik-Nationalmannschaft, bei Commonwealth Games tritt sie für England an. Sie verbesserte den britischen Rekord im Dreisprung zehnmal und stellte 1998 einen Hallenweltrekord auf.
Nachdem Ashia Hansen bei den Europameisterschaften 1994 und bei den Weltmeisterschaften 1995 jeweils in der Qualifikation gescheitert war, gelang ihr 1996 der Durchbruch zur Weltspitze. Bei den Olympischen Spielen in Atlanta wurde sie mit 14,49 m Fünfte, rückte aber nach der Disqualifikation der Bulgarin Iwa Prandschewa noch einen Platz nach vorn.
Bei den Hallenweltmeisterschaften 1997 belegte sie mit 14,70 m den zweiten Platz hinter der Russin Inna Lassowskaja. Im gleichen Jahr wurde sie mit 14,49 m Fünfte bei den Weltmeisterschaften.
1998 gewann Ashia Hansen bei den Halleneuropameisterschaften mit 15,16 m und vierzig Zentimeter Vorsprung auf die amtierende Weltmeisterin Šárka Kašpárková aus Tschechien. Bei den Commonwealth Games 1998 gewann sie mit 14,32 m. Eine weitere Goldmedaille erhielt sie bei den Hallenweltmeisterschaften 1999, als sie mit 15,02 m vor Prandschewa und Kašpárková gewann. Bei den Weltmeisterschaften 1999 versuchte sie im Finale nach zwei ungültigen Sprüngen einen Sicherheitssprung, der mit 13,39 m allerdings nur Platz 12 ergab.
Nach einem elften Platz bei den Olympischen Spielen 2000 und einem siebten Platz bei den Weltmeisterschaften 2001 kehrte sie 2002 wieder in die Weltspitze zurück. Mit 14,71 m wurde sie Zweite bei den Halleneuropameisterschaften hinter der Bulgarin Teresa Marinowa. Es folgten der Sieg bei den Commonwealth Games 2002 mit 14,86 m mit vier Zentimetern Vorsprung auf Françoise Mbango Etone aus Kamerun. Bei den Europameisterschaften 2002 sprang sie 15,00 m (mit zu viel Rückenwind) und gewann als erste britische Springerin seit 1954 einen Europameistertitel im Freien. 
Bei den Hallenweltmeisterschaften 2003 gelang Ashia Hansen ein weiterer Titelgewinn. Mit 15,01 m gewann sie vor Françoise Mbango Etone mit 14,87 m.
2003 wurde sie mit dem Titel MBE geehrt.

## Persönliche Bestleistungen
- Weitsprung – 6,47 m (1996)
- Dreisprung – 15,15 m (1997) in der Halle: 15,16 m (1998)